# Indy Grand Prix of Sonoma de 2009
Indy Grand Prix of Sonoma de 2009 foi a décima quarta corrida da temporada de 2009 da IndyCar Series. A corrida foi disputada no dia 23 de agosto no Infineon Raceway, localizado na cidade de Sonoma, Califórnia. O vencedor foi o escocês Dario Franchitti, da equipe Chip Ganassi Racing.

## Pilotos e Equipes
| Nº | Piloto                | Equipe                     | Chassis | Motor | Pneu |
| -- | --------------------- | -------------------------- | ------- | ----- | ---- |
| 2  | Raphael Matos (R)     | Luczo-Dragon Racing        | Dallara | Honda | F    |
| 3  | Hélio Castroneves     | Team Penske                | Dallara | Honda | F    |
| 4  | Dan Wheldon           | Panther Racing             | Dallara | Honda | F    |
| 5  | Mario Moraes          | KV Racing Technology       | Dallara | Honda | F    |
| 6  | Ryan Briscoe          | Team Penske                | Dallara | Honda | F    |
| 7  | Danica Patrick        | Andretti-Green Racing      | Dallara | Honda | F    |
| 9  | Scott Dixon           | Chip Ganassi Racing        | Dallara | Honda | F    |
| 10 | Dario Franchitti      | Chip Ganassi Racing        | Dallara | Honda | F    |
| 11 | Tony Kanaan           | Andretti-Green Racing      | Dallara | Honda | F    |
| 12 | Will Power            | Team Penske                | Dallara | Honda | F    |
| 13 | E. J. Viso            | HVM Racing                 | Dallara | Honda | F    |
| 14 | Ryan Hunter-Reay      | A. J. Foyt Enterprises     | Dallara | Honda | F    |
| 18 | Justin Wilson         | Dale Coyne Racing          | Dallara | Honda | F    |
| 20 | Ed Carpenter          | Vision Racing              | Dallara | Honda | F    |
| 23 | Milka Duno            | Dreyer & Reinbold Racing   | Dallara | Honda | F    |
| 24 | Mike Conway (R)       | Dreyer & Reinbold Racing   | Dallara | Honda | F    |
| 25 | Franck Montagny (R)   | Andretti-Green Racing      | Dallara | Honda | F    |
| 26 | Marco Andretti        | Andretti-Green Racing      | Dallara | Honda | F    |
| 27 | Hideki Mutoh          | Andretti-Green Racing      | Dallara | Honda | F    |
| 33 | Robert Doornbos (R)   | HVM Racing                 | Dallara | Honda | F    |
| 34 | Nelson Philippe (R)   | Conquest Racing            | Dallara | Honda | F    |
| 98 | Richard Antinucci (R) | Team 3G                    | Dallara | Honda | F    |
| 02 | Graham Rahal          | Newman/Haas/Lanigan Racing | Dallara | Honda | F    |
| 06 | Oriol Servià          | Newman/Haas/Lanigan Racing | Dallara | Honda | F    |

- (R) - Rookie

## Acidente no treino classificatório
No primeiro grupo da primeira fase do treino classificatório, o piloto francês Nelson Philippe, rodou em uma das curvas ficando parado, sendo esse ponto em uma colina e um dos pontos cegos da pista, primeiro o venezuelano E. J. Viso colidiu com o carro de Philippe, sem nenhuma gravidade, porém um pouco depois, o australiano Will Power bateu em cheio no carro de Philippe. Os dois pilotos foram socoridos, Power sofreu fratura em duas vértebras e Philippe quebrou a perna esquerda, sendo que ambos ficaram fora do restante da temporada.

## Resultados

### Treino classificatório
| Treino classificatório - 22 de agosto | Treino classificatório - 22 de agosto | Treino classificatório - 22 de agosto | Treino classificatório - 22 de agosto | Treino classificatório - 22 de agosto | Treino classificatório - 22 de agosto | Treino classificatório - 22 de agosto | Treino classificatório - 22 de agosto | Treino classificatório - 22 de agosto |
| Pos.                                  | Nº                                    | Piloto                                | Equipe                                | Q1                                    | Q1                                    | Q2                                    | Q3                                    |                                       |
| Pos.                                  | Nº                                    | Piloto                                | Equipe                                | Grupo 1                               | Grupo 2                               | Q2                                    | Q3                                    |                                       |
| ------------------------------------- | ------------------------------------- | ------------------------------------- | ------------------------------------- | ------------------------------------- | ------------------------------------- | ------------------------------------- | ------------------------------------- | ------------------------------------- |
| 1                                     | 10                                    | Dario Franchitti                      | Chip Ganassi Racing                   | 1:17.0209                             |                                       | 1:16.4792                             | 1:16.7987                             |                                       |
| 2                                     | 6                                     | Ryan Briscoe                          | Team Penske                           |                                       | 1:16.7004                             | 1:16.7242                             | 1:16.8485                             |                                       |
| 3                                     | 3                                     | Hélio Castroneves                     | Team Penske                           | 1:16.9957                             |                                       | 1:16.7161                             | 1:16.8702                             |                                       |
| 4                                     | 3                                     | Marco Andretti                        | Andretti-Green Racing                 |                                       | 1:17.1800                             | 1:16.8248                             | 1:17.0524                             |                                       |
| 5                                     | 27                                    | Hideki Mutoh                          | Andretti-Green Racing                 | 1:16.9991                             |                                       | 1:16.9126                             | 1:17.2055                             |                                       |
| 6                                     | 02                                    | Graham Rahal                          | Newman/Haas/Lanigan Racing            |                                       | 1:17.1314                             | 1:16.9099                             | 1:17.3885                             |                                       |
| 7                                     | 11                                    | Tony Kanaan                           | Andretti-Green Racing                 |                                       | 1:16.8893                             | 1:16.9900                             |                                       |                                       |
| 8                                     | 25                                    | Franck Montagny (R)                   | Andretti-Green Racing                 |                                       | 1:17.2386                             | 1:17.0840                             |                                       |                                       |
| 9                                     | 24                                    | Mike Conway (R)                       | Dreyer & Reinbold Racing              | 1:17.0884                             |                                       | 1:17.0895                             |                                       |                                       |
| 10                                    | 9                                     | Scott Dixon                           | Chip Ganassi Racing                   | 1:17.2399                             |                                       | 1:17.2247                             |                                       |                                       |
| 11                                    | 7                                     | Danica Patrick                        | Andretti-Green Racing                 |                                       | 1:17.3909                             | 1:17.6145                             |                                       |                                       |
| 12                                    | 4                                     | Dan Wheldon                           | Panther Racing                        | 1:17.2751                             |                                       | 1:17.6782                             |                                       |                                       |
| 13                                    | 13                                    | E. J. Viso                            | HVM Racing                            | 1:17.9180                             |                                       |                                       |                                       |                                       |
| 14                                    | 5                                     | Mario Moraes                          | KV Racing Technology                  |                                       | 1:17.4730                             |                                       |                                       |                                       |
| 15                                    | 33                                    | Robert Doornbos (R)                   | HVM Racing                            | 1:18.1095                             |                                       |                                       |                                       |                                       |
| 16                                    | 14                                    | Ryan Hunter-Reay                      | A. J. Foyt Enterprises                |                                       | 1:17.6401                             |                                       |                                       |                                       |
| 17                                    | 06                                    | Oriol Servià                          | Newman/Haas/Lanigan Racing            | 1:18.1409                             |                                       |                                       |                                       |                                       |
| 18                                    | 2                                     | Raphael Matos (R)                     | Luczo-Dragon Racing                   |                                       | 1:17.6552                             |                                       |                                       |                                       |
| 19                                    | 18                                    | Justin Wilson                         | Dale Coyne Racing                     | 1:18.3353                             |                                       |                                       |                                       |                                       |
| 20                                    | 98                                    | Richard Antinucci (R)                 | Team 3G                               |                                       | 1:17.7500                             |                                       |                                       |                                       |
| 21                                    | 12                                    | Will Power                            | Team Penske                           | sem tempo                             |                                       |                                       |                                       |                                       |
| 22                                    | 20                                    | Ed Carpenter                          | Vision Racing                         |                                       | 1:18.2413                             |                                       |                                       |                                       |
| 23                                    | 34                                    | Nelson Philippe (R)                   | Conquest Racing                       | sem tempo                             |                                       |                                       |                                       |                                       |
| 24                                    | 23                                    | Milka Duno                            | Dreyer & Reinbold Racing              |                                       | 1:23.6185                             |                                       |                                       |                                       |
| Relatório                             |                                       |                                       |                                       |                                       |                                       |                                       |                                       |                                       |

- (R) - Rookie

### Corrida
| Corrida - 23 de agosto | Corrida - 23 de agosto | Corrida - 23 de agosto | Corrida - 23 de agosto     | Corrida - 23 de agosto | Corrida - 23 de agosto | Corrida - 23 de agosto | Corrida - 23 de agosto | Corrida - 23 de agosto |
| Pos                    | Nº                     | Piloto                 | Equipe                     | Voltas                 | Tempo                  | Largada                | Voltas na Liderança    | Pontos                 |
| ---------------------- | ---------------------- | ---------------------- | -------------------------- | ---------------------- | ---------------------- | ---------------------- | ---------------------- | ---------------------- |
| 1                      | 10                     | Dario Franchitti       | Chip Ganassi Racing        | 75                     | 1:49:23.0073           | 1                      | 75                     | 53                     |
| 2                      | 6                      | Ryan Briscoe           | Team Penske                | 75                     | +0.2488                | 2                      | 0                      | 40                     |
| 3                      | 24                     | Mike Conway (R)        | Dreyer & Reinbold Racing   | 75                     | +0.8293                | 9                      | 0                      | 35                     |
| 4                      | 5                      | Mario Moraes           | KV Racing Technology       | 75                     | +3.6171                | 14                     | 0                      | 32                     |
| 5                      | 27                     | Hideki Mutoh           | Andretti-Green Racing      | 75                     | +5.4536                | 5                      | 0                      | 30                     |
| 6                      | 06                     | Oriol Servià           | Newman/Haas/Lanigan Racing | 75                     | +6.3801                | 17                     | 0                      | 28                     |
| 7                      | 18                     | Justin Wilson          | Dale Coyne Racing          | 75                     | +6.6997                | 22                     | 0                      | 26                     |
| 8                      | 11                     | Tony Kanaan            | Andretti-Green Racing      | 75                     | +7.1808                | 7                      | 0                      | 24                     |
| 9                      | 2                      | Raphael Matos (R)      | Luczo-Dragon Racing        | 75                     | +8.5936                | 18                     | 0                      | 22                     |
| 10                     | 33                     | Robert Doornbos (R)    | HVM Racing                 | 75                     | +10.8175               | 15                     | 0                      | 20                     |
| 11                     | 20                     | Ed Carpenter           | Vision Racing              | 75                     | +11.3688               | 20                     | 0                      | 19                     |
| 12                     | 4                      | Dan Wheldon            | Panther Racing             | 75                     | +12.4000               | 12                     | 0                      | 18                     |
| 13                     | 9                      | Scott Dixon            | Chip Ganassi Racing        | 75                     | +13.8968               | 10                     | 0                      | 17                     |
| 14                     | 26                     | Marco Andretti         | Andretti-Green Racing      | 75                     | +14.8971[N1]           | 4                      | 0                      | 16                     |
| 15                     | 98                     | Richard Antinucci (R)  | Team 3G                    | 75                     | +19.0650               | 19                     | 0                      | 15                     |
| 16                     | 7                      | Danica Patrick         | Andretti-Green Racing      | 74                     | +1 volta               | 11                     | 0                      | 14                     |
| 17                     | 23                     | Milka Duno             | Dreyer & Reinbold Racing   | 71                     | +4 voltas              | 21                     | 0                      | 13                     |
| 18                     | 3                      | Hélio Castroneves      | Team Penske                | 66                     | Contato                | 3                      | 0                      | 12                     |
| 19                     | 14                     | Ryan Hunter-Reay       | A. J. Foyt Enterprises     | 65                     | Mecânico               | 16                     | 0                      | 12                     |
| 20                     | 25                     | Franck Montagny (R)    | Andretti-Green Racing      | 57                     | Mecânico               | 8                      | 0                      | 12                     |
| 21                     | 02                     | Graham Rahal           | Newman/Haas/Lanigan Racing | 30                     | Mecânico               | 6                      | 0                      | 12                     |
| 22                     | 13                     | E. J. Viso             | HVM Racing                 | 0                      | Contato                | 13                     | 0                      | 12                     |
| 23                     | 12                     | Will Power             | Team Penske                | 0                      | não largou             | 23                     | 0                      | 6                      |
| 24                     | 34                     | Nelson Philippe (R)    | Conquest Racing            | 0                      | não largou             | 24                     | 0                      | 6                      |
| Relatório              |                        |                        |                            |                        |                        |                        |                        |                        |

- (R) - Rookie

- N1 ↑ Marco Andretti originalmente terminou na 11ª posição, porém foi penalizado e acabou ficando com a 14ª posição.